# Leptodactylodon stevarti
Leptodactylodon stevarti és una espècie de granota que viu a Guinea Equatorial i Gabon.
Està amenaçada d'extinció per la pèrdua del seu hàbitat natural.